# Presečno (Chorwacja)
Presečno – wieś w Chorwacji, w żupanii varażdińskiej, w mieście Novi Marof. W 2011 roku liczyła 893 mieszkańców.